# Фабрика имени Крупской
Кондитерская фабрика имени Крупской — бывшее крупное российское предприятие по производству кондитерских изделий, располагавшееся во Владимирском округе Санкт-Петербурга.
Основная продукция — шоколадные конфеты, самые известные марки — «Мишка на Севере», «Грильяж», выпускался также шоколад «Озорная Алёнка» (другой вариант названия — «Крупская Алёнка»). Выпуск шоколада «Алёнка» и конфет «Кара-Кум» был прекращён после антимонопольного разбирательства, инициированного группой «Объединённые кондитеры».
Предприятие запущено в эксплуатацию в 1938 году, в 1992 году акционировано, в 2006—2014 годах принадлежало норвежской фирме Orkla. С 2015 года фабрика принадлежала компании «Славянка», с 2012 по 2017 год поэтапно выведена из эксплуатации, производственные корпуса снесены, линии производства вывезены, а площадь передана под жилую застройку. Торговые марки продукции используются другими предприятиями «Славянки» (одно из которых, находящееся в деревне Разбегаево, получило наименование «фабрики имени Крупской»).

## История
Фабрика создана в Ленинграде в 1938 году в соответствии с приказом Наркомпищепрома СССР на базе фабрики-кухни и специализировалась на выпуске шоколада; названа именем Надежды Константиновны Крупской.
В годы Великой Отечественной войны фабрика работала в основном на фронт и ни на один день не прекращала работу в период блокады Ленинграда, производя кондитерские изделия на различных заменителях. В 1943 году (в январе которого произошёл прорыв блокады) было произведено 3 тонны конфет «Мишка на Севере» (с 1997 года эта марка официально стала собственным товарным знаком фабрики).
Ни один из работников фабрики не умер во время блокады.
В 1956 году фабрике присвоено звание «Предприятие отличного качества», в 1961 году — «Предприятие высокой культуры производства». В 1970—1980 годах фабрика входила в состав Ленинградского производственного объединения кондитерской промышленности, в её составе были фабрика № 2 в Ленинграде и фабрика № 4 в Выборге.
В 1992 году по программе приватизации фабрика акционирована. В 1995—1996 годах была произведена реконструкция конфетного цеха.
В 2006 году 75 % акций фабрики купила норвежская группа Orkla, а в 2011 году норвежцы запустили процесс слияния фабрики с принадлежавшим им кондитерским объединением «Сладко». С 2012 года начата консервация фабрики и окончательный перевод производственных мощностей из центра города в область на площадку в Разбегаево. Летом 2014 года бывшее производственное здание фабрики на улице Социалистической (дом 21) было окончательно закрыто и продано девелоперской фирме «Пионер» под застройку её территории общественно-деловым центром. В январе 2015 компания Orkla продала 100 % своей российской дочерней компании кондитерской компании «Славянка», на предприятия которой впоследствии перенесена часть производственных мощностей фабрики.
В марте 2017 года здание фабрики окончательно было снесено, а на её месте планируется построить апарт-отель (дом, формально не входящий в жилой фонд, но предназначенный для жилых квартир).

## Дизайн продукции
До начала XXI века предприятие сотрудничало с ведущими художниками, специализирующимися в области графического дизайна, — Татьяной Лукьяновой, которая создала фирменный стиль кондитерской фабрики, торговую марку фирмы, шоколадные серии «Мишка на Севере», «Тройка», «Вернисаж», подарочные коробки «Санкт-Петербург», «Летний сад», «Космические», «Красные купола», «Невский проспект», «Русские сезоны», «Ленинград», «Адмиралтейские», Игорем Омининым, Дмитрием Грушевским, Петром Лубковским, Генриеттой Ольхович, которые разработали запоминающийся образ выпускаемой на предприятии продукции.
Конфетные коробки, выпущенные предприятием, стали предметом коллекционирования. Эти произведения промышленной графики хранятся в Государственном Русском музее, Государственном Музее истории Санкт-Петербурга и частных коллекциях.